# Jens Okking
Jens Dyhr Okking (ur. 18 grudnia 1939 w Kopenhadze, zm. 21 stycznia 2018) – duński aktor teatralny, filmowy i telewizyjny, eurodeputowany V kadencji.

## Życiorys
Jako aktor debiutował w 1961. Pracował w teatrach w różnych miastach Danii. Zaczął grać też w serialach i produkcjach filmowych. Wystąpił m.in. w produkcji Królestwo i Królestwo II w reżyserii Larsa von Triera. W 1989 został dyrektorem artystycznym teatru w Randers, zrezygnował jednak po roku.
W wyborach w 1999 z ramienia Ruchu Czerwcowego uzyskał mandat posła do Parlamentu Europejskiego V kadencji. Był członkiem Grupy na rzecz Europy Demokracji i Różnorodności, później przeszedł do Zjednoczonej Lewicy Europejskiej i Nordyckiej Zielonej Lewicy. Pracował w Komisji Petycji. Z zasiadania w PE zrezygnował w 2003.

## Wybrana filmografia
- Oktoberdage (1970)
- Tjærehandleren (1971)
- Revolutionen i vandkanten (1971)
- Olsen-bandens store kup (1972)
- Præsten i Vejlby (1972) (1972)
- Olsen-banden går amok (1973)
- Flugten (1973)
- Nitten røde roser (1974)
- Familien Gyldenkål (1975)
- Familien Gyldenkål sprænger banken (1976)
- Strømer (1976)
- Affæren i Mølleby (1976)
- Den korte sommer (1976)
- Nyt legetøj (1977)
- Skytten (film)|Skytten (1977)
- Pas på ryggen, professor (1977)
- En by i provinsen (1977–1980)
- Hør, var der ikke en som lo? (1978)
- Slægten (1978)
- Mig og Charly (1978)
- Honning Måne (1978)
- Langturschauffør (1981)
- Gummi Tarzan (1981)
- Rocking Silver (1983)
- Zappa (1983)
- Kampen om den røde ko (1987)
- Guldregn (1988)
- Miraklet i Valby (1989)
- Gøngehøvdingen (1992)
- Det forsømte forår (1993)
- Riget I (1994)
- Menneskedyret (1995)
- Ondt blod (1996)
- Barbara (1997)
- Riget II (1997)
- At klappe med een hånd (2001)
- Jolly Roger (2001)
- Gamle mænd i nye biler (2002)
- Inkasso (2004)
- Den gode strømer (2004)
- Opbrud (2005) (2005)
- Solkongen (2005)
- Bag det stille ydre (2005)
- Næste skridt (2007)